# Para Para

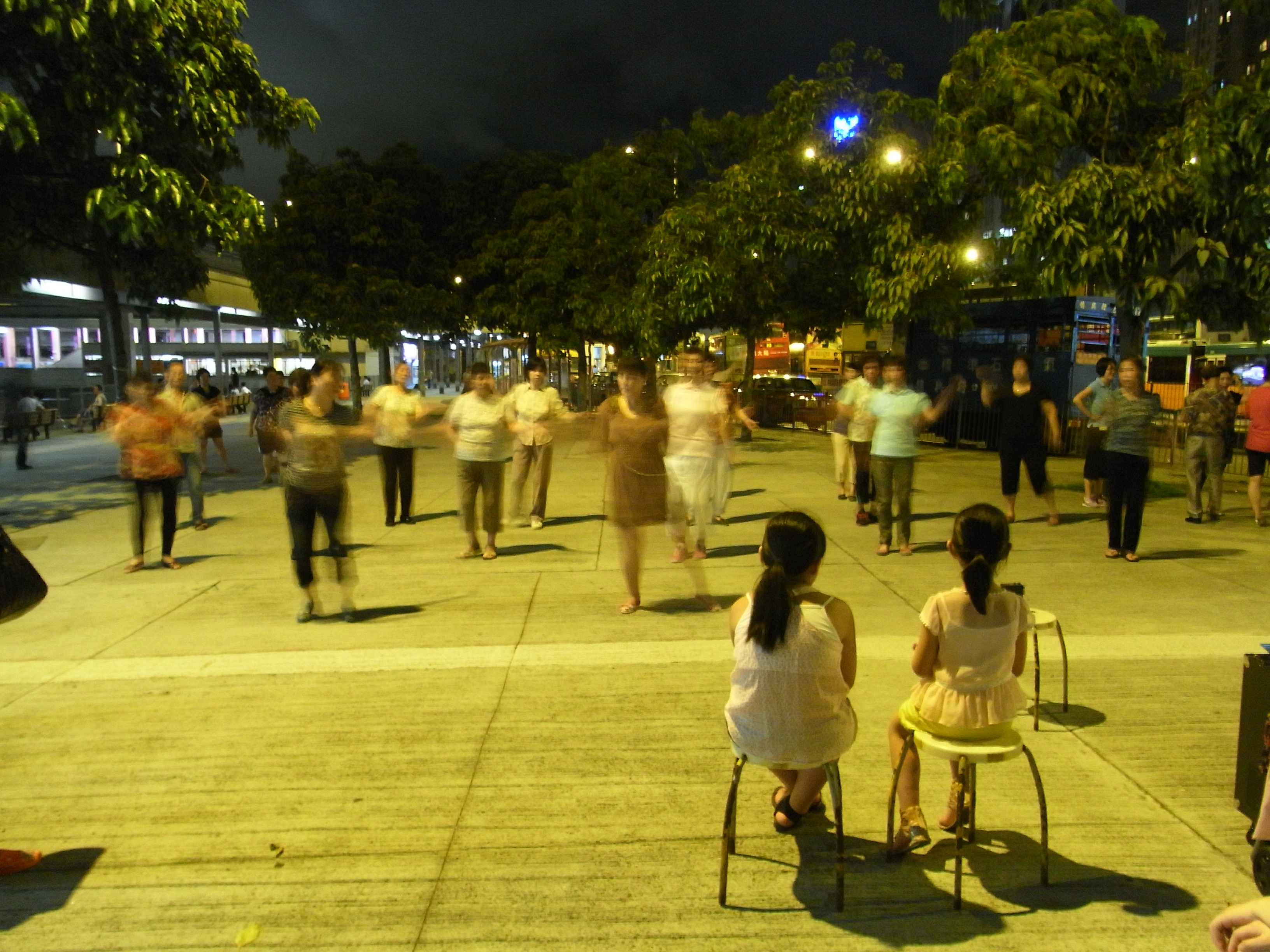
Des hongkongaises dansent le Para Para en 2012.

Le Para Para (パラパラ), également écrit Para-Para ou ParaPara, est une danse de groupe synchronisé populaire au Japon. Contrairement à la danse de club ou rave dancing, il y a des mouvements spécifiques pour chaque chanson et tout le monde fait le même mouvement, un peu comme dans une danse en ligne.

## Histoire
Les racines du Para Para remontent aux années 1970. Le Para Para daterait du début des années 1980, quand l'Europe commence à vendre de l'Italo disco, de l'Euro disco, et plus tard de la new wave au Japon. Elle n'a vraiment connu son premier boom de popularité qu'à la fin des années 1990. Selon un autre point de vue, la danse s'est développée à partir de la sous-culture Takenoko-zoku (ja) qui se réunissait sur la place piétonne du Yoyogi Park à Harajuku pour danser des chorégraphies sur de la musique populaire et du disco.
De nombreuses routines ParaPara datent de l'époque 1993-1995 (deuxième boom). Des clubs comme Xenon, Twinstar, King and Queen et Maharaja étaient très populaires à cette époque. C'est également durant cette période que Avex Trax, un label musical indépendant au Japon qui produit Super Eurobeat, sort l'une des premières vidéos de Para Para sous licence officielle pour les clubs le 21 mars 1994, intitulée ParaPara Kyouten 0 (パラパラ教典 0). La vidéo présente 40 chansons de l'époque du deuxième boom et la plupart des chorégraphies présentées sont encore dansées depuis. Le début de ce boom peut être marqué par la sortie du volume 40 de Super Eurobeatet dure jusqu'au volume 80 de Super Eurobeat. Au cours de la seconde moitié de ce boom, certains clubs ont créé des routines « non officielles », appelées maniac, qui ont été présentées dans Hibiya Radio City, Yokohama Maharaja et Tottori Eleven.
Avex Trax ayant mis fin à toutes les vidéos commerciales de Para Para, le marketing associé diminue également. En conséquence, il y a un déclin notable des nouveaux paralists. Ce déclin affecte profondément la scène Para Para et entraîne une baisse de la fréquentation des clubs. En réponse à cette baisse de fréquentation, de nombreux événements tels que StarFire, Ravenous et d'autres se sont déplacés vers des lieux plus petits afin de réduire les coûts plutôt que de s'arrêter.
Internet change la scène du Para Para, même au Japon. La communauté apprend des routines auprès de personnes qui filment les chorégraphes en train d'enseigner les danses dans les clubs. Cependant, de nombreuses leçons peuvent maintenant être trouvées sur YouTube, avec même certains événements affichant leurs propres leçons plutôt que des tiers. En outre, les seuls événements de club officiels qui sont actifs sont SEF et Starfire.

## Caractéristiques
Le Para Para est réalisé la plupart du temps avec des mouvements de bras ; il y a peu de mouvements des jambes, sauf parfois avec les hanches ou la marche sur place. Il y a eu des spéculations sur le fait que le Para Para descende de la danse traditionnelle japonaise Bon Odori (ja) d'O bon, cependant, il n'y a pas de lien sûr. La danse a commencé au début des années 1980, quand les hommes qui travaillaient dans les salles VIP de clubs chorégraphiaient des danses pour impressionner les femmes. Ce style a grandi depuis là. On danse le Para Para sur de la musique très upbeat comme de l'Eurobeat, le happy hardcore et la trance. Les gens qui pratiquent le Para Para s'appellent des paralists.

## Variantes
Quelques variations existent, comme le techpara (テクパラ, tekupara) qui se danse sur de la musique hyper techno, appelée simplement techno (テクノ, tekuno) au Japon, et le trapara (トラパラ, torapara) dansé sur de la musique trance (トランス, toransu).

## Médias
Certains jeux vidéo de danse comme la série Para Para Paradise se consacrent exclusivement à ce type de danse.